# Wulfstan (heilige)

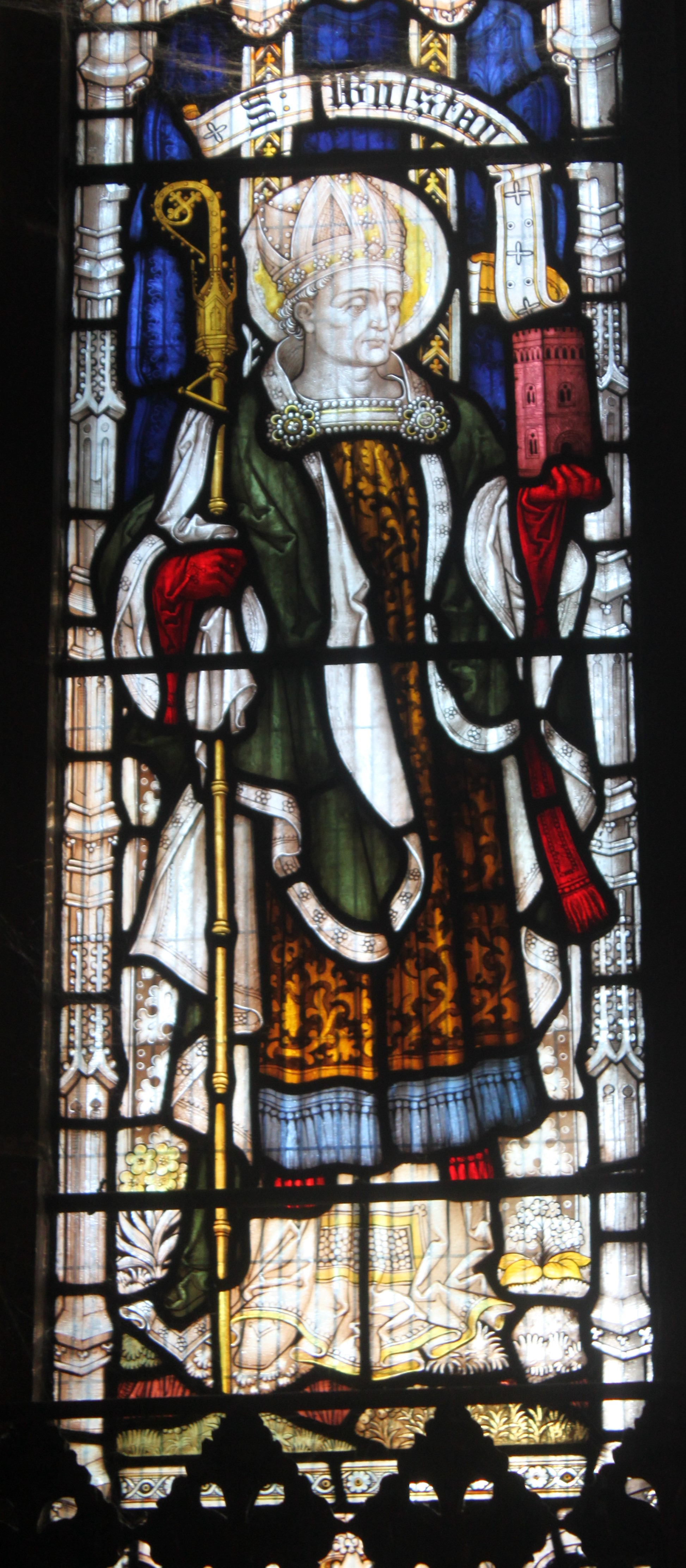
De heilige Wulfstan, glasraam in de kerk St John in Bedwardine

Wulfstan (Long Itchington, Warwickshire, Engeland, ca. 1008 – Worcester, 19 januari 1095) was bisschop van Worcester van 8 september 1062 tot zijn dood. 
Deze Wulfstan (of Wolstan) wordt ook wel Wulfstan II genoemd om aan te duiden dat hij de tweede bisschop van Worcester was van die naam. Dit is enigszins verwarrend aangezien de eerste bisschop ook wel Wulfstan II wordt genoemd, omdat hij de tweede aartsbisschop van York was met die naam. Deze aartsbisschop was overigens de oom van de bisschop en vermoedelijk naar hem vernoemd.
Wulfstan was de enige bisschop die na de Normandische verovering van Engeland door Willem de Veroveraar in 1066 zijn positie mocht behouden. Wulfstan was namelijk een bescheiden mens die zich niet bezighield met politiek of met aards gewin. Hij was geliefd omdat hij zich bekommerde om gewone mensen en zich voornamelijk met hen en met liefdadigheid bezighield. Ook was hij actief in het bevorderen van de bouw en herbouw of uitbreiding van kerkgebouwen, niet alleen in Worcester maar ook in de wijde omgeving.

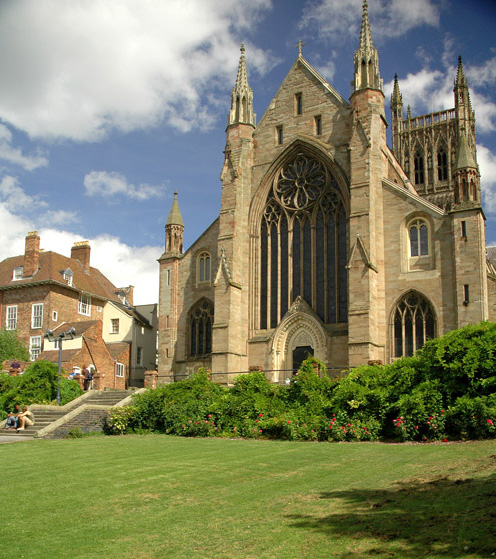
Kathedraal van Worcester. De bouw van deze kathedraal was een initiatief van Wulfstan.

Voor Wulfstan in Worcester terechtkwam studeerde hij in kloosters in Evesham and Peterborough. Vanwege zijn oprechte levenswandel werd hij aangemoedigd om priester te worden. Hij werd in 1038 gewijd en vestigde zich in het klooster van de Benedictijnen in Worcester. Hij beheerde het klooster op financieel gebied en deed dat zo goed dat hij op 8 september 1062 tot bisschop werd gewijd. 
Wulfstan was de laatste Engelse bisschop die door een Angelsaksische koning was aangewezen, maar hij wist een brug te slaan tussen de kerk van Beda en Eduard de Belijder en die van Lanfranc van Bec, de door Willem I van Engeland benoemde aartsbisschop van Canterbury.
In 1072 tekende hij het Akkoord van Winchester, waarbij het primaat van de aartsbisschop van Canterbury boven die van York werd vastgesteld. Hij werd begraven in de kathedraal van Worcester en zijn graf werd een bedevaartsoord.
In het Angelsaksisch werd een heiligenleven van Wulfstan geschreven waarin verschillende mirakels aan hem werden toegeschreven. Dit heiligenleven werd door Willem van Malmesbury vertaald in het Latijn.
Wulfstan werd op 14 mei 1203 heilig verklaard door paus Innocentius III. Zijn feestdag is 19 januari.